# Nestor Burma revient au bercail
Nestor Burma revient au bercail est un roman policier français de Léo Malet, paru en 1967 aux éditions Fleuve noir. Il s’agit d'un roman de la série ayant pour héros le détective Nestor Burma.

## Résumé
Nestor Burma accepte de s'occuper d'une enquête qui est l'occasion pour lui de revoir sa ville natale de Montpellier où il revient après trente ans d'absence.
Dès son arrivée en gare, le détective gagne son hôtel, le Littoral-Palace, où le réceptionniste est un de ses anciens camarades de classe nommé Bruyéras. Il entre ensuite en contact avec son client, Jean Dorville, qui lui demande de retrouver la jeune Agnès Decosta, disparue depuis déjà une semaine. Il s'agit de la fille d'un pied-noir dont la femme a été la victime d'un attentat perpétré par Front de libération nationale. 
Dorville lui apprend aussi que le père Decosta a été, en Algérie française, le chef d'un commando condamné par contumace alors que ses collaborateurs ont été arrêtés et condamnés pour leurs activités violentes. Or, depuis son retour en France, Decosta est tourmenté par les remords. Aurait-il été le traître qui a vendu les membres du commando qu'il dirigeait en échange de sa liberté ? La disparition de sa fille est-elle une vengeance exercée par des proches des hommes arrêtés ? 
L'arrière-plan politique qui se dessine laisse dès lors présager une enquête des plus difficiles. Burma demande donc à son auxiliaire Zavatter et à sa secrétaire Hélène Châtelain de venir le rejoindre à Montpellier. Une sage décision, car les cadavres s'accumulent et les ramifications de cette affaire ne cessent de s'étendre jusqu'à sa résolution dans un récit « bien conduit et échappant à l'atmosphère traditionnelle » des aventures de Nestor Burma.

## Éditions
- Fleuve noir, coll. « Spécial Police » no 623, 1967
- Fleuve noir, coll. « Spécial Police » no 1583, 1980
- Éditions Robert Laffont, coll. « Bouquins », 1986 ; réédition en 2006
- 10-18, coll. « Grands détectives » no 2084, 1990
- Presses de la Cité, coll. « Les Aventures de Nestor Burma » no 9, 1990

## Adaptation à la télévision
- 1993 : Retour au bercail, épisode 7, saison 2, de la série télévisée française Nestor Burma réalisé par Pierre Koralnik, adaptation du roman Nestor Burma revient au bercail de Léo Malet, avec Guy Marchand dans le rôle de Nestor Burma.

## Sources
- Jacques Baudou (dir.), Les Nombreuses Vies de Nestor Burma, Nantes, Les Moutons électriques, coll. « La Bibliothèque rouge no 18 », 2010, 333 p. (ISBN 978-2-36183-003-8, OCLC 670472170), p. 152-154.
- Francis Lacassin, Sous le masque de Léo Malet, Nestor Burma, Amiens, Encrage, 1991, 174 p. (ISBN 2-906389-32-3), p. 104-105.
- Jean Tulard, Dictionnaire du roman policier : 1841-2005. Auteurs, personnages, œuvres, thèmes, collections, éditeurs, Paris, Fayard, 2005, 768 p. (ISBN 978-2-915793-51-2, OCLC 62533410), p. 527.